# レプトン (素粒子)
レプトン（英: lepton）は、素粒子の分類の一つであり、強い力の影響を受けない素粒子である。強い力の影響を受けるクォークとともに物質の基本的な構成要素である。軽粒子とも呼ばれる。
レプトンという語は、「小さい」「細い」「細かい」を意味する古代ギリシア語「レプトス」（古希: λεπτός (leptos) ）と粒子を意味する接尾語「オン」（-on）から、1948年にレオン・ローゼンフェルトによって作られた。

## 概要
レプトンは、現在の実験的事実から内部構造を持たないとされており、クォーク、ゲージ粒子およびヒッグス粒子とともに標準模型を構成する素粒子のグループである。レプトンは、電荷を持つ荷電レプトンおよび中性のニュートリノと大きく分類することができる。標準模型におけるレプトンは、荷電レプトンである電子・ミュー粒子・タウ粒子、およびニュートリノである電子ニュートリノ、ミューニュートリノ、タウニュートリノの6種類があり、それぞれに反粒子が存在する。現在までに全てのレプトンおよび反レプトンが実験により発見されている。電子・ミュー粒子・タウ粒子の電荷は負であるが、それらの反粒子である陽電子・反ミュー粒子・反タウ粒子の電荷は正である。また、スピンは全て1/2である。
最もよく知られているレプトンは、原子の主要な構成物の電子である。これは、ほとんど全ての化学反応を司り、物質の化学的性質と密接に関わっている。荷電レプトンは、他の粒子と結合して原子やポジトロニウムなどのようなさまざまな複合粒子を形成することができる。一方、ニュートリノは、他の物質と相互作用することはほとんどなく、その結果、観測されることはめったにない。

## 性質
レプトンは6種類（フレーバー）存在し、三つの世代を形成する。第一世代の電子レプトン (electronic lepton) は、電子 (e−
 ) および電子ニュートリノ (ν 
e) である。第二世代のミューレプトン (muonic lepton) は、ミュー粒子 (μ−
 ) および μニュートリノ (ν 
μ) である。そして、第三世代のタウレプトン (tauonic lepton) は、タウ粒子 (τ−
 ) およびタウニュートリノ (ν 
τ) である。電子の質量は荷電レプトンの中で最も軽く、より重たいミュー粒子とタウ粒子は粒子崩壊（高質量状態から低質量状態への変換）の過程を経てすぐに電子に変化する。電子は安定であり、宇宙の中で最も多く存在する荷電レプトンである。一方でミュー粒子とタウ粒子は、宇宙線や粒子加速器の中で起こるような高エネルギー衝突の中でしか生成されない。
タウ粒子は陽子より大きな静止質量を持っている。その一方で、スーパーカミオカンデでの実験によりニュートリノも質量を持つことがほぼ確実となったが、測定限界以下でしかない。粒子の質量はヒッグス場の対称性の破れで獲得されるとされ、ヒッグス粒子の解析と、ニュートリノの質量測定の努力が続けられている。
レプトンは、電荷、スピンおよび質量などさまざまな固有の性質を持つ。クォークやグルーオンおよびそれらからなるハドロンとは異なり、レプトンは強い相互作用の影響は受けないが、他の三つの基本相互作用の重力相互作用、電磁相互作用（ニュートリノは中性であるため電磁相互作用に関与しない）および弱い相互作用の影響を受ける。全てのレプトンのフレーバーについて、対応する反粒子が存在する。この反レプトンは、レプトンのいくつかの性質が大きさは等しいが符号が逆になった値（反数）を持つ。しかしながら、ある理論によっては、ニュートリノはマヨラナ粒子であり自身と同じ反粒子を持つとされるが、現状ではその正否は分かっていない。
電子は陽子や中性子とともに原子を構成する。電子の代わりにミュー粒子やタウ粒子で構成される異種原子やレプトンと反レプトンで構成されるポジトロニウムなども合成することができる。

## 歴史
古くから電気現象として知られていた荷電レプトンである電子は、19世紀中頃になって何人かの理論家たちによって理論化され、1897年にジョゼフ・ジョン・トムソンによって発見された。次に観測されたレプトンはミュー粒子で、カール・デイヴィッド・アンダーソンによって1936年に発見された。これは当初、中間子として分類されていた。調査が進むと、ミュー粒子は中間子の性質は持たないが、質量が重いことを除いては電子のような性質を持つことが判明した。1947年になって素粒子のグループとしての"レプトン"の概念が提唱された。レプトンという名称が最初に使われたのは1948年である。第一世代のニュートリノである電子ニュートリノは、ヴォルフガング・パウリによって1930年にベータ崩壊の特定の現象を説明するために提唱された。そして、これはクライド・カワンおよびフレデリック・ライネスによるカワン・ライネス ニュートリノ実験によって1956年に発見された。ミューニュートリノはレオン・レーダーマン、メルヴィン・シュワーツおよびジャック・シュタインバーガーによって1962年に発見され、タウ粒子はSLAC国立加速器研究所およびローレンス・バークレー国立研究所のマーチン・パールらのチームによって1974年から1977年の間に発見された。タウニュートリノは、2000年7月になってフェルミラボのDONUTにより発見された。

## レプトンの一覧表
| 粒子／反粒子名                            | 記号    | 世代     | Q (e) | S   | Le    | Lμ    | Lτ    | 質量 (MeV/c2)   | 平均寿命 (s)      | 崩壊生成物        |
| ----------------------------------------- | ------- | -------- | ----- | --- | ----- | ----- | ----- | --------------- | ----------------- | ----------------- |
| 荷電レプトン                              |         |          |       |     |       |       |       |                 |                   |                   |
| 電子／陽電子                              | e− /e+  | 第一世代 | −1/+1 | 1⁄2 | +1/−1 | 0     | 0     | 0.510998910(13) | 安定              | 安定              |
| ミュー粒子／反ミュー粒子                  | μ− /μ+  | 第二世代 | −1/+1 | 1⁄2 | 0     | +1/−1 | 0     | 105.6583668(38) | 2.197019(21)×10−6 | e− + ν e + ν μ    |
| タウ粒子／反タウ粒子                      | τ− /τ+  | 第三世代 | −1/+1 | 1⁄2 | 0     | 0     | +1/−1 | 1776.84(17)     | 2.906(10)×10−13   | τ− 崩壊モード参照 |
| ニュートリノ                              |         |          |       |     |       |       |       |                 |                   |                   |
| 電子ニュートリノ／ 反電子ニュートリノ     | ν e/ν e | 第一世代 | 0     | 1⁄2 | +1/−1 | 0     | 0     | < 0.0000022     | 未知              |                   |
| ミューニュートリノ／ 反ミューニュートリノ | ν μ/ν μ | 第二世代 | 0     | 1⁄2 | 0     | +1/−1 | 0     | < 0.17          | 未知              |                   |
| タウニュートリノ／ 反タウニュートリノ     | ν τ/ν τ | 第三世代 | 0     | 1⁄2 | 0     | 0     | +1/−1 | < 15.5          | 未知              |                   |